# 小傑茲·齊森姆
傑斯拉多·普林斯·赫米斯·阿靈頓·「傑茲」·齊森姆二世（英語：Jasrado Prince Hermis Arrington "Jazz" Chisholm Jr.，1998年2月1日—），為美國職棒大聯盟的游擊手，目前效力於紐約洋基，他先前曾效力於邁阿密馬林魚。

## 職業生涯

### 亞利桑那響尾蛇
2015年7月，齊森姆以國際自由球員身分跟響尾蛇簽約。2016年，他從高階新人聯盟起步，打擊率為2成81，並敲出9轟與37分打點。2017年世界棒球經典賽資格賽，齊森姆還代表英國出賽。同年他在美國協會職業聯盟打球，不過卻不慎受傷2018年7月，他升上高階1A。。2019年季初，他成功升上3A。

### 邁阿密馬林魚
2019年7月31日，響尾蛇用齊森姆向馬林魚交易薩克·賈倫。加入馬林魚後，他被指派到3A。整年他在2A和3A合計打擊率為2成21，並敲出21轟與54分打點。球季結束後，他成功進入40人名單內。
2020年9月1日，齊森姆登上大聯盟。當時他只有上場守備，到了隔天才正式上場打擊。2021年，齊森姆在春訓過後成為球隊的先發二壘手。當年他的打擊三圍是2成48、3成03以及4成25，有18支全壘打、53分打點與23次盜壘成功，每秒29.1呎的跑壘極速則是大聯盟所有二壘手之冠。
2022年，憑藉上半季的優異表現，包括領先國家聯盟同守位（二壘）的攻擊指數、全壘打數、打點數、長打率與三壘安打數等，使齊森姆獲選進入全明星陣容，成為大聯盟史上第一位巴哈馬出生的全明星球員。然而由於右下背部扭傷，在6月29日被放入傷兵名單，使他無緣在明星賽出賽，這一傷勢使他的2022年球季提前宣告結束。該季，他只打了60場比賽。
2023年季前，因應路易斯·厄萊茲的到來，齊森姆在球隊的規劃下移防中外野。該年他為馬林魚出賽97場，打擊三圍為2成50、3成04以及4成57，19支全壘打（個人生涯新高），51分打點，另有22次盜壘成功。他在季後接受手術，治癒右足的人工草地趾（turf toe）傷勢。
根據薪資仲裁，齊森姆2024年球季的薪資將是2,600,000美元。消息指出，馬林魚將以他為交易籌碼，不過直到翌年球季開打，他仍效力於此。

### 紐約洋基
2024年7月27日，馬林魚隊以小聯盟潛力球員Agustín Ramírez、Jared Serna以及Abrahan Ramírez等三人為籌碼，將齊森姆交易至紐約洋基隊。在他為洋基隊出賽的頭三場比賽當中，打出了四支全壘打，是洋基隊史首見。

## 外部連結
- 球員資訊和成績在MLB ，ESPN ，Baseball Reference ，Baseball Reference (Minors) ，Fangraphs （英文）